# Tinodes fiumaltoensis
Tinodes fiumaltoensis är en nattsländeart som beskrevs av Füsun Sipahiler 1995. Tinodes fiumaltoensis ingår i släktet Tinodes och familjen tunnelnattsländor. Inga underarter finns listade i Catalogue of Life.